# ابن ابی دنیا
أبوبکر عبدالله بن محمد بن عبید بن سفیان بن قیس البغدادی الأموی القرشی (۲۰۸هـ/۸۲۳م بغداد—۲۸۱هـ/۸۹۴م بغداد) نویسندهٔ عرب بود. اگرچه بنی‌امیه او را از بردگی آزاد کرده‌بودند، او آموزگار تعدادی از شاهزادگان عباسی بود که بعدها دو تن از آنان به نام‌های المعتضد و المکتفی به خلافت رسیدند. او زندگی زاهدانه‌ای داشت و پیوسته در حال تدریس بود و دنیا را مذموم می‌دانست. در حدیث، او تنها توسط شیعه ضعیف شمرده می‌شود.
او راوی و محدث، واعظ و سخنور بود. آثارش نشان‌دهندهٔ توجه او به تهذیب اخلاق است. به‌گفتهٔ طوسی و اردبیلی «عامی مذهب» و به‌گزارش خطیب بغدادی «شافعی» بوده‌است. ابن جوزی تعداد دست‌نوشته‌های او را بیش از صد شمرده‌است. سبط بن جوزی ۱۳۰ اثر را به چشم دیده‌است. برخی از آثار خطی او عبارتند از: الاربعین حدیثا، اعطاء السائل، ذم الدنیا، فضل شهر رمضان،
.